# گروزکیه شچپانووینتا
گروزکیه شچپانووینتا (به لهستانی:  Grodzkie Szczepanowięta) یک روستا در لهستان است که در گمینا کولشه کوشچیلنه واقع شده‌است.